# Федеральное агентство по туризму
Федеральное агентство по туризму (Ростуризм) — упразднённый федеральный орган исполнительной власти, осуществлявший функции по выработке и реализации государственной политики и нормативно-правовому регулированию в сфере туризма и туристской деятельности, по координации деятельности по реализации приоритетных направлений государственного регулирования туристской деятельности в Российской Федерации, оказанию государственных услуг, управлению государственным имуществом, а также правоприменительные функции в сфере туризма и туристской деятельности
Ростуризм являлся федеральным органом исполнительной власти, осуществлявшим федеральный государственный контроль за деятельностью аккредитованных организаций, осуществляющих классификацию гостиниц, классификацию горнолыжных трасс, классификацию пляжей, с учетом требований порядка аккредитации организаций, осуществляющих классификацию гостиниц, классификацию горнолыжных трасс, классификацию пляжей, а также государственный надзор за деятельностью туроператоров и объединения туроператоров в сфере выездного туризма.
Упразднён 20 октября 2022 года. Его полномочия переданы в Министерство экономического развития Российской Федерации с образованием в составе Минэкономразвития дополнительно 2 департаментов.

## История
В становлении государственного управления в сфере туризма в России исследователи[кто?] выделяют три основных исторических периода:
- период от царствования Петра I до 1917 года (с разделением на подпериоды: царствование Петра I — до 80-х годов XIX века и конец XIX века — 1917 год);
- 1917—1991 года́;
- с 1991 года.

### C петровского времени — до 1917 года
24 июня (5 июля) 1717 года ряд историков и исследователей считают началом государственного регулирования в области туризма, когда Пётр I подписал Высочайший именной указ № 3092, данный Правительствующему Сенату «О приискании в России минеральных вод». Первыми посетителями курорта стали Пётр I и служащие государева двора:
Государь 19 Генваря [1719 г.] со всѣмъ своимъ Дворомъ отправился къ открывшимся в Олонцѣ минеральнымъ водамъ.

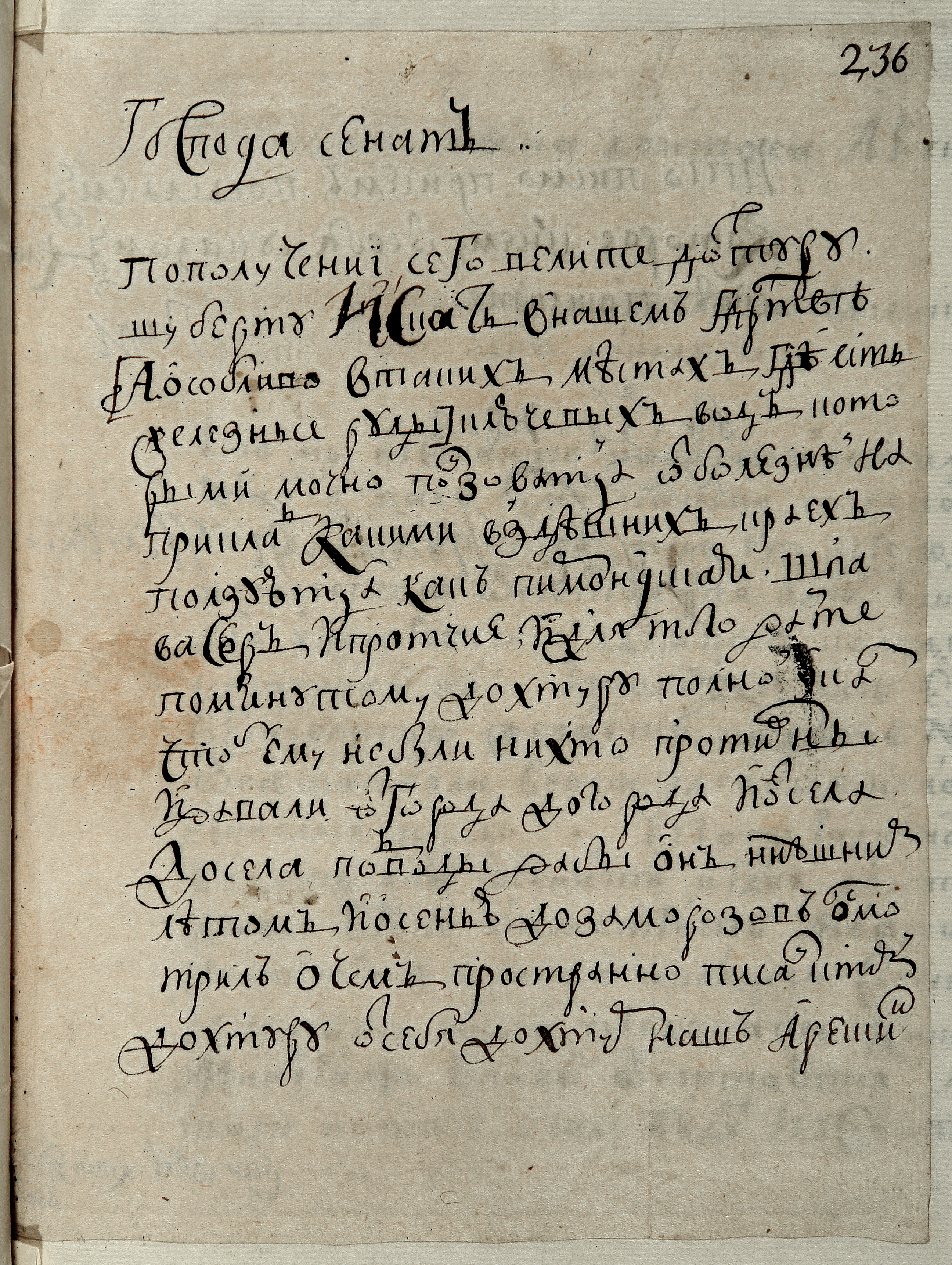
Указ Петра I «О приискании в России минеральных вод»
(первая страница, см. вторую страницу)

К началу XX века в России насчитывалось 36 курортов, объединяющих 60 санаториев, общей ёмкостью около 3000 мест, а также несколько кумысолечебниц.
В январе 1719 года вышел Указ Петра I «Об учреждении постоялых и гостиных дворов», который принято считать началом создания государственной системы гостеприимства. К концу XVIII столетия в России насчитывалось свыше 3000 почтовых станций с гостиницами.
Помимо развития гостиничного хозяйства и оздоровительных путешествий с участием российских государственных структур, со второй половины XVIII века государственный аппарат законодательно и финансово активно поддерживает и развивает просветительский туризм. До 80-х годов XIX века в Российской Империи наиболее интенсивно совершались частно-государственные географические экспедиции, в том числе кругосветные. Примером содействия в обеспечении таких поездок может служить Указ Николая II о предоставлении Г. Я. Седову двухгодичного отпуска на время экспедиции.
В связи с ростом числа путешествий и экскурсий возникла необходимость в их координации. В 1890-е годы школьно-экскурсионное дело получило поддержку Министерства народного просвещения и Святейшего Синода. В 1896 году в Москве была создана Центральная экскурсионная комиссия при Министерстве просвещения с филиалом в Санкт-Петербурге. Методические вопросы и организация экскурсий обсуждались на педагогических съездах и совещаниях, обсуждалась на страницах журналов «Экскурсионный вестник», «Школьные экскурсии и школьный музей», «Русский экскурсант».

### Советский период
В первые годы формирования новых государственных учреждений не было образовано единого органа, который бы направлял всю работу по экскурсионному делу в стране. Большое внимание этому вопросу уделял Народный комиссариат просвещения (Наркомпрос) РСФСР, поставив экскурсии в ряд важнейших методов воспитательной работы среди населения — как учащейся молодёжи, так и трудящихся. Этим занимался подотдел внешкольного образования Наркомпроса, преобразованный в ноябре 1920 года в Главный политико-просветительский комитет Республики (Главполитпросвет), председателем которого на протяжении всего времени его существования была Надежда Константиновна Крупская.
1 января 1920 года — утверждено «Положение об экскурсионной секции и экскурсионных станциях при Коллегии единой трудовой школы Комиссариата Народного просвещения» с задачами экскурсионных организаций: «Разрабатывать для школ экскурсионные планы и маршруты, содействовать совершенствованию самих экскурсий школами как на экскурсионные станции так и помимо них, организовывать лекции и курсы для подготовки руководителей экскурсий, издавать посвящённые экскурсионному делу журналы, книги и т. п.». К 1921 году было открыто 15 экскурсионных станций, в этом же году были проведены 53 000 экскурсий со 161 тыс. человек. По экономическим и сопутствующим причинам того времени сеть экскурсионных станций, экскурсионная секция и научно-исследовательские экскурсионные организации к середине 1920-х годов прекратили своё существование. В 1920 году было создано Экскурсионное бюро при Наркомате просвещения РСФСР с тремя комиссиями: естественнонаучной, гуманитарной и технической.
1921 года в составе Главного управления научными и научно-художественными учреждениями Наркомпроса (Главнаука) было создано Центральное бюро краеведения (ЦБК). Задачи бюро: разработка методологических основ краеведческой работы; привлечение молодёжи к краеведческой и туристско-экскурсионной работе и др. Возглавил бюро академик С. Ф. Ольденбург.
В 1923 году было создано Главное курортное управление Наркомата Здравоохранения РСФСР. Переименованное в 1929 году в Курортное управление, в 1930 году — в Управление курортами и ликвидированное в 1931 году в связи с образованием Всероссийского объединения курортов и курортных предприятий Наркомата Здравоохранения РСФСР.
1926 год — создание при Наркомпросе РСФСР Объединённого экскурсионного бюро (ОЭБ), в которое вошли Бюро дальних экскурсий Института методов внешкольной работы, Экскурсионное бюро при Главполитпросвете и Экскурсионное бюро при музейном отделе Главнауки. К 1928 году появились предпосылки реорганизации системы управления туризмом в стране.
В 1928 году по инициативе газеты Комсомольская правда, создаётся бюро туризма при Центральном комитете ВЛКСМ (комиссия массового туризма во главе с комсомольцами-активистами и старыми большевиками Н. А. Семашко и Н. И. Подвойским) с целью развития массового туристского движения среди молодёжи с привлечением возродившегося первые годы нэпа (1922—1923) Российского общества туристов. В этом же году было создано акционерное общество «Советский турист» («Совтур», во главе с В. Р. Менжинской), в которое вошёл ОЭБ. Учредителями АО являлись общероссийские наркоматы просвещения, здравоохранения, торговли, внутренних дел, а руководство осуществлял Наркомпрос просвещения РСФСР. Совтур создавал экскурсионные маршруты по всей стране, оборудовал специальные базы для групповых экскурсий и туристов-одиночек. В Государственном архиве Российской Федерации, хранятся листовки 1930 года Государственного экскурсионного акционерного Общества «Советский Турист» с перечнем отделений (Крым — Ялта, Кавказ — Ростов-на-Дону, Сибирь — Новосибирск, Урал — Свердловск, Украина — Украинское Экскурсионное Товарищество УМПЭТ, Харьков, Киев, Одесса), представительств и маршрутов. Например, маршруты производственных экскурсий по металлопромышленности (чёрная металлургия, цветная металлургия, электропромышленность, машиностроение), по горной (каменноугольной, медно-рудной, соляной, нефтяной), химической (основная, спичечная, фарфоровая), шёлковой, шерстяной, хлопчато-бумажной и других промышленностей.

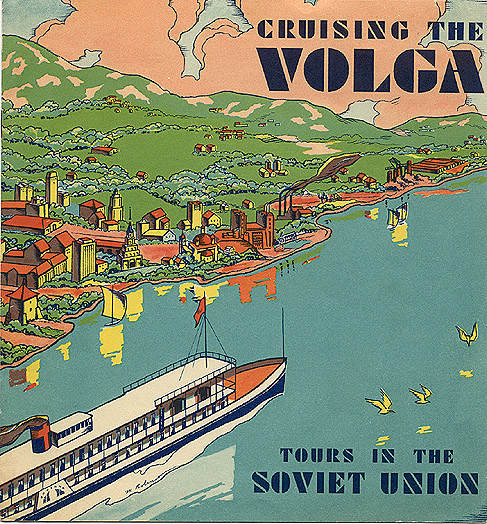
Обложка государственной туристской брошюры «Круизы по Волге» на английском языке. Около 1931 года

8 июля 1931 года было образовано Всероссийское объединение курортов и курортных предприятий Наркомата Здравоохранения РСФСР, которое просуществовало до 1937 года, после чего его функции были переданы во вновь воссозданное Управление курортов и санаториев Наркомата Здравоохранения РСФСР. В 1940 году возвращено наименование Главное курортное управление Наркомата Здравоохранения РСФСР. Работа Управления осуществлялась до 1960 года. После его ликвидации функции переданы в ВЦСПС.

#### Центральный аппарат Госкоминтуриста СССР
Структура Государственного комитета СССР по иностранному туризму (Госкоминтуриста СССР) состояла из председателя, 6-ти заместителей председателя, секретариата, Инспекции при председателе, протокольного отдела, партийного комитета, профсоюзного комитета, комитета ВЛКСМ, пяти Главных управлений, шести Управлений, 4-х отделов, Управления делами и территориальных объединений Госкоминтуриста СССР (Московское объединение и др.):
- Руководство
- Отдел Америки
  - Директорат США
  - Директорат Латинской Америки
  - Директорат Канады
  - Группа по инорасчётам
  - Инокорреспонденты
- Отдел Англии, Австралии и Новой Зеландии
  - Расчётная группа
  - Технический участок
- Отдел Центральной Европы
  - Директорат ФРГ, Западного Берлина и Австрии
  - Группа ФРГ
  - Группа Западного Берлина
  - Группа Австрии
  - Группа Бенилюкса и Швейцарии
  - Группа по инорасчётам
  - Группа инокорреспондентов
- Отдел Южной Европы
  - Директорат Франции
  - Группа Греции, Испании, Португалии, Кипра и Мальты
  - Группа по инорасчётам
  - Группа «Банк информации»
- Отдел Скандинавских стран и Финляндии
  - Секретариат
  - Директорат Скандинавских стран
  - Директорат Финляндии
  - Группа по инорасчётам
- Отдел Азии и Африки
  - Директорат Японии
  - Директорат Ближнего, Среднего Востока и Африки
  - Группа по инорасчётам
  - Секретари
- Отдел конгрессов и индивидуального туризма
- Отдел коммерческого предложения, новых видов туризма и дополнительных услуг
  - Группа дополнительных услуг
  - Группа кредитных карточек
  - Группа коммерческого предложения
  - Группа речных и морских круизов
- Отдел внутреннего туризма
- Отдел советского туризма в капиталистические и развивающиеся страны
  - Директорат Финляндии
  - Директорат Европы
  - Директорат стран Азии, Африки и Америки
  - Директорат круизных путешествий
- Отдел по туризму с социалистическими странами Восточной Европы
  - Группа ВНР
  - Группа ПНР
  - Группа ЧССР
  - Группа координации
  - Инокорреспондентская группа
- Отдел по туризму с социалистическими странами Юго-Восточной Европы и Востока
  - Группа НРБ (совтуризм)
  - Группа НРБ (интуризм)
  - Группа СФРЮ
  - Куба, Восток
  - Группа СРР
  - Секретариат
- Отдел по туризму с ГДР
  - Маршрутный туризм
  - Специальный туризм
  - Молодёжный туризм по линии «Югендтуриста»
  - Индивидуальный туризм
  - Туризм на отдых
  - Советский туризм
  - Инокорреспонденты
  - Расчётная группа отделов по туризму с социалистическими странами
- Отдел диспетчеризации и материальной базы
  - Группа учёта
    - Участок по групповому, индивидуальному туризму на отдых и лечение
    - Участок продажи, продления туров и соворганизаций
    - Участок группового туризма
    - Участок индивидуального туризма
    - Технический участок

  - Группа планирования, экономического анализа, статистики и АСУ
    - Участок планирования, экономического анализа
    - Участок статистики и АСУ
    - Группа размещения по г. Москве
    - Оперативный участок
    - Участок аквизиции и планирования
    - Участок писем
    - Технический участок

  - Группа координации и организации и использования гидов-переводчиков системы Госкоминтуриста СССР

- Руководство
- Секретариат
- Информационно-методический отдел
  - Экскурсионно-методическая группа
  - Пресс-группа
  - Библиотека (Столешников пер., 11)
- Отдел рекламы и печати
  - Группа выставок
  - Редакционная группа
  - Группа фоторекламы
  - Группа кино- и видеорекламы
  - Группа распространения рекламы

- Отдел валютного планирования и анализа
- Планово-финансовый отдел
- Отдел организации труда и заработной платы

- Отдел внутренних кадров
  - Группа подготовки кадров и учебных заведений
- Отдел загранкадров

- Отдел планирования и финансирования
- Отдел проектных работ
- Отдел подготовки контрактов и технического контроля
- Производственный отдел
- Отдел подведомственных строительных организаций

### Новейшая история
Апрель 1991 года — упразднён Государственный комитет по иностранному туризму и создан Совет по иностранному туризму при Кабинете министров СССР (просуществовал до марта 1992 года).
Январь 1992 года — образование Министерства физической культуры и туризма, в составе которого создан Департамент по делам туризма. На Департамент возлагались задачи: руководство и управление программами развития внутреннего и иностранного туризма.
27 марта 1992 года — создание Министерства культуры и туризма Российской Федерации на базе упраздненного Министерства культуры РСФСР. Началось формирование новой государственной политики в области туризма: объединение внутреннего и иностранного туризма, содействие созданию сети малых семейных гостиниц как компонента инфраструктуры российского туризма.
Для разработки государственной программы развития туризма в апреле 1992 года была образована Временная межведомственная комиссия по вопросам иностранного и внутреннего туризма Российской Федерации.

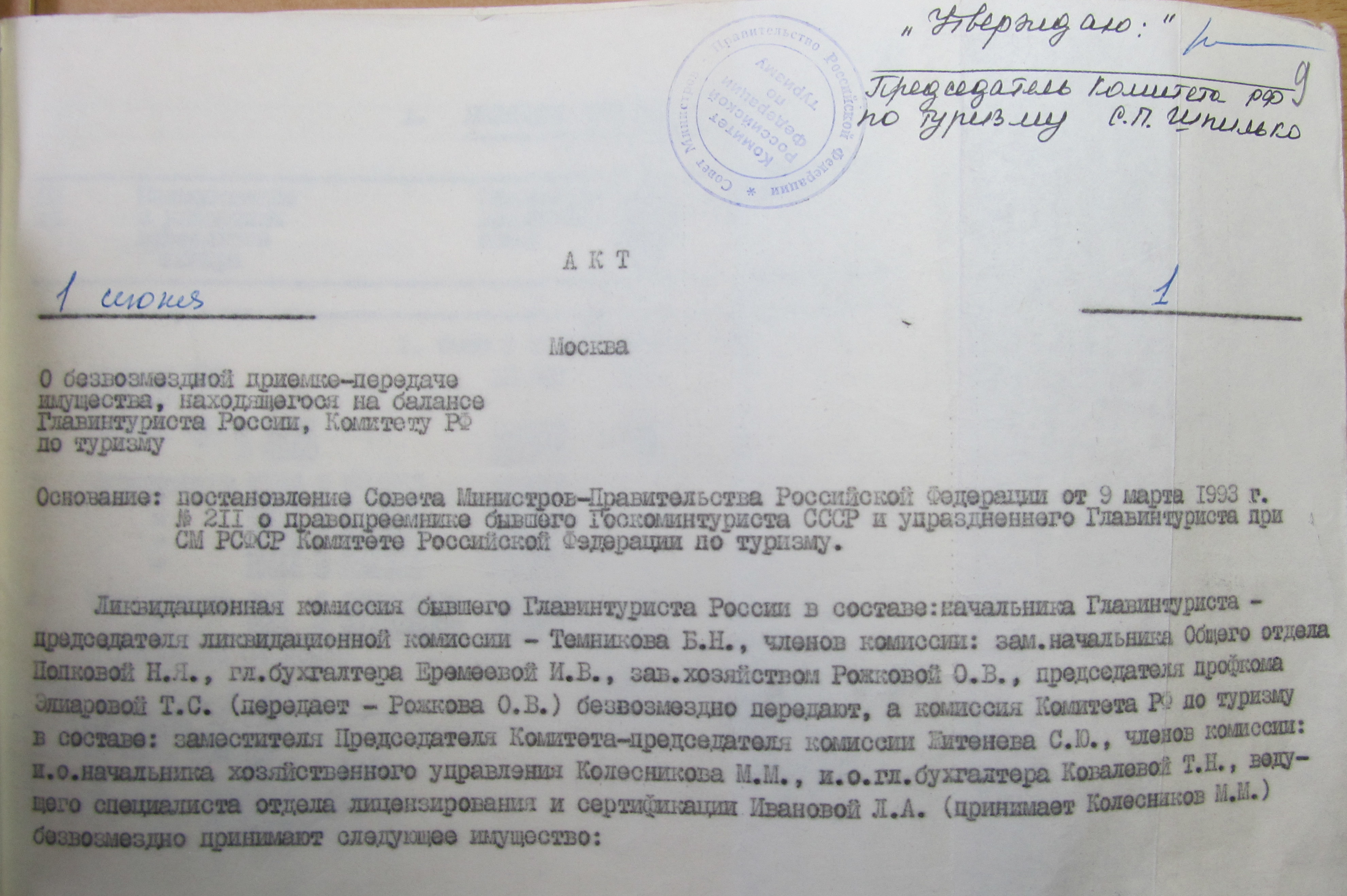
Акт о безвозмездной приемке-передаче имущества, находящегося на балансе Главинтуриста России, на баланс Комитету РФ по туризму (Роскоминтуризму) от 01.07.1993

Сентябрь 1992 — образована структура Комитет Российской Федерации по туризму (Роскомтуризм) для выполнения следующих задач: выработка стратегии развития туризма в России; реализация государственной политики в сфере туризма; организация разработки и реализации федеральных целевых и межгосударственных программ в сфере туризма; обеспечение подготовки, переподготовки и повышения квалификации персонала туристских предприятий и др. Начало формирования новой системы органов управления туризмом в республиках, краях, областях, автономных образованиях и городах Москве и Санкт-Петербурге. Комитет преобразован в январе 1994 года. Роскоминтуризм возглавил председатель Сергей Павлович Шпилько, приняв дела Главного управления по иностранному туризму при Совете Министров РСФСР:
Основные средства в сумме 331 тыс. руб безвозмездно переданы на баланс правопреемника бывшего Главинтуриста России Комитету Российской Федерации по туризму.
Январь 1994 года — преобразование Роскомтуризма в Комитет Российской Федерации по делам молодежи, физической культуре и туризму (объединение с Комитетом Российской Федерации по физической культуре).
В мае 1994 года — передача функции управления в сфере туризма из прежнего Комитета в Комитет по физической культуре и туризму Российской Федерации.
Август 1994 года — реорганизация в Государственный комитет Российской Федерации по физической культуре и туризму (ГКФТ РФ). Госкомитет стал осуществлять государственное управление, межотраслевую и межрегиональную координацию в сфере физической культуры, туризма, сохранения и развития курортного комплекса России и исполнял функции национальной туристской администрации РФ.
1995 год — создание Комитета Государственной Думы по туризму и спорту, который возглавил депутат А. И. Соколов. Во время работы ГД третьего созыва был Комитет по культуре и туризму, который возглавлял Николай Николаевич Губенко, четвёртого созыва — Комитет по экономической политике, предпринимательству и туризму с подкомитетом по развитию рынка туристских услуг под руководством Ю. А. Базрыкина.
В июне 1999 года Государственный комитет РФ по физической культуре и туризму преобразован в Министерство РФ по физической культуре, спорту и туризму. Вопросы туризма в новом министерстве в ранге заместителя министра курировал Владимир Игоревич Стржалковский.
2000 год — образование Министерства экономического развития и торговли Российской Федерации с передачей функций преобразуемого Министерства Российской Федерации по физической культуре, спорту и туризму в Государственный комитет Российской Федерации по физической культуре, спорту и туризму.
2002 год — преобразование Государственного комитета Российской Федерации по физической культуре, спорту и туризму в Государственный комитет Российской Федерации по физической культуре и спорту (упразднён в марте 2004 года). После преобразования функции координации туристской деятельности перешли в Департамент туризма Министерства экономического развития и торговли РФ. Правоприменительные функции, функции по оказанию государственных услуг и по управлению имуществом которого затем были переданы Федеральному агентству по физической культуре, спорту и туризму
12 марта 2004 года — образовано Федеральное агентство по физической культуре, спорту и туризму (Росспорт). Оно находилось в ведении Министерства здравоохранения и социального развития Российской Федерации с 6 апреля 2004 года по 18 ноября 2004 года.
18 ноября 2004 года — образовано Федеральное агентство по туризму (в первой редакции в прямом подчинении Правительству Российской Федерации) из преобразованного Федерального агентства по физической культуре, спорту и туризму. При этом Федеральное агентство по физической культуре, спорту и туризму было преобразовано в Федеральное агентство по физической культуре и спорту.
2008 год — образование Министерства спорта, туризма и молодёжной политики (Минспорттуризм России) и передача в его ведение Федерального агентства по туризму с функциями выработки и реализации государственной политики и нормативно-правового регулирования в этой сфере. Министерство возглавил Виталий Леонтьевич Мутко, а Федеральное агентство — Анатолий Иванович Ярочкин.
2012 год — Федеральное агентство по туризму (ФАТ, Ростуризм) передано из ведения Министерства спорта, туризма и молодёжной политики РФ в ведение Министерства культуры Российской Федерации.
4 октября 2013 — учреждение Ассоциации "Объединение туроператоров в сфере выездного туризма «Турпомощь» при участии Центробанка РФ, Ростуризма, Федерального агентства воздушного транспорта, Министерства иностранных дел РФ, Российского союза туриндустрии и ряда туристских компаний для реализации Постановления Правительства Российской Федерации от 27.02.2013 г. № 162 «Об утверждении правил оказания экстренной помощи туристам и правил финансирования расходов на оказание экстренной помощи туристам из резервного фонда»
6 октября 2017 года учреждён Федеральный совет по промышленному туризму, который возглавили заместитель руководителя Ростуризма Роман Петрович Скорый и глава комитета Торгово-Промышленной палаты России по предпринимательству в сфере туристской деятельности Юрий Александрович Барзыкин.
С 14 сентября 2018 года Ростуризм находится в ведении Министерства экономического развития Российской Федерации.
5 июня 2020 года президент Российской Федерации Владимир Путин подписал указ, согласно которому Ростуризм полностью переходит под контроль Правительству Российской Федерации.
20 октября 2022 года Владимир Путин подписал указ об упразднении Ростуризма и передаче его полномочий в Министерство экономического развития Российской Федерации. После закрытия Ростуризма, средства направленные на финансирование туризма в 2023—2025 годах были перенаправлены в резервный фонд Министерства финансов. Причинами упраздения были названы совершенствование государственного управления в сфере туризма и туристской деятельности, повышения эффективности развития туристской индустрии и оптимизации структуры. Все функции расформированного ведомства сохранятся и перераспределятся в структуре.

## Руководители Федерального агентства
- с 19 ноября 2004 до 12 августа 2008 — Владимир Игоревич Стржалковский
- c 12 августа 2008 до 25 апреля 2011 — Анатолий Иванович Ярочкин
- с 20 июня 2011 до 13 мая 2014 — Александр Васильевич Радьков
- с 13 мая 2014 по 5 февраля 2019 — Олег Петрович Сафонов
- с 7 февраля 2019 по 21 ноября 2022 — Зарина Валерьевна Догузова[71][72]

## Центральный аппарат
Структура Федерального агентства по туризму состояла из руководителя агентства, трех заместителей руководителя, в том числе одного статс-секретаря — заместителя руководителя, а также четырех советников, помощника и пяти Управлений по основным направлениям деятельности Агентства (всего 67 штатных единиц):

## Функции Ростуризма
- выработка и реализация государственной политики и нормативно-правовое регулирование в сфере туризма и туристской деятельности;
- координация деятельности по реализации приоритетных направлений государственного регулирования туристской деятельности в Российской Федерации;
- оказание государственных услуг;
- управление государственным имуществом;
- осуществление федерального государственного контроля (надзора) за деятельностью аккредитованных организаций, осуществляющих классификацию гостиниц, горнолыжных трасс, пляжей, за деятельностью туроператоров и объединения туроператоров в сфере выездного туризма, организаций, включённых в реестр организаций, уполномоченных на проведение аттестации инструкторов-проводников;
- правоприменительные функции в сфере туризма и туристской деятельности.

## Награды и премии
- В 2014 году учреждена[76] премия Правительства Российской федерации в области туризма в размере 1 млн рублей каждая для граждан РФ за создание экономически- и социально- значимых проектов отрасли и научных разработок. На основании предложений Межведомственного совета по присуждению премий Правительства Российской Федерации в области туризма вручается нагрудный знак и диплом[77].
- С 2013 года Ростуризм проводил всероссийский конкурс «Лучший по профессии в индустрии туризма». В 2017 году в нём принял участие 51 субъект РФ[78][79].